# Hamburg (village, New York)
Pour les articles homonymes, voir Hamburg.
Ne doit pas être confondu avec Hamburg (New York).
Hamburg  est un village situé dans le comté d'Érié, dans l'État de New York, aux États-Unis,. En 2010, il comptait une population de 9 409 habitants, estimée au 1er juillet 2019 à 9 696 habitants.

## Démographie
Lors du recensement de 2010, le village comptait une population de 9 409 habitants. Elle est estimée, en 2020, à 9 696 habitants.